# Körner (Familienname)
Körner oder Koerner ist ein deutscher Familienname.

## Herkunft und Bedeutung
Körner wurde ein Getreidehändler oder Kornhausverwalter genannt. (Quelle: Duden)

## Namensträger

### A
- Adolf Körner (1881–1954), deutscher Jurist, bayerischer Staatsbeamter und Regierungspräsident
- Alexander Körner (1815–1850), deutscher Genremaler der Düsseldorfer Schule
- Alfred Körner (1926–2020), österreichischer Fußballspieler
- Amand Körner (* 1940), österreichischer Heimatforscher
- András Koerner (* 1940), US-amerikanischer Historiker und Architekt
- Anna Körner (1919–2007), österreichische Politikerin
- Anne Körner (* 1973), deutsche Juristin und Richterin am Bundessozialgericht
- Arne Körner (* 1986), deutscher Regisseur und Drehbuchautor
- Axel Körner (* 1967), Kulturhistoriker in London

### B
- Bernhard Koerner (1875–1952), deutscher Genealoge und Herausgeber
- Bernhard Körner (* 1949), österreichischer römisch-katholischer Theologe und Hochschullehrer
- Bruno Körner (1862–1927), deutscher Politiker
- Burghard Körner (Burchard Körner;1886–1973), deutscher Architekt und Regierungsbaurat
- Burkhard Körner (Jurist) (* 1964), deutscher Rechtswissenschaftler
- Burkhard Körner (Denkmalpfleger) (* 1968), deutscher Denkmalpfleger

### C
- Carolin Körner (* 1967), deutsche Ingenieurin und Hochschullehrerin
- Christian Körner (Botaniker) (* 1949), österreichischer Botaniker
- Christian Koerner (* 1966), deutscher Schauspieler
- Christian Körner (Althistoriker) (* 1971), deutscher Althistoriker und Hochschullehrer
- Christian Gottfried Körner (1756–1831), deutscher Schriftsteller und Jurist
- Christiane Körner (Übersetzerin) (* 1962), deutsche Übersetzerin
- Christiane Ludwig-Körner (* 1944), deutsche Psychologin, Psychoanalytikerin und Pädagogin
- Christoph Körner (1518–1594), deutscher evangelischer Theologe, siehe Christoph Corner
- Christoph Körner (Theologe) (1943–2022), deutscher evangelischer Theologe
- Christoph Körner (Basketballspieler) (* 1962), deutscher Basketballspieler
- Christoph Körner (Eishockeyspieler) (* 1997), deutscher Eishockeyspieler
- Clemens Körner (* 1959), deutscher Politiker (CDU)

### D
- Diana Körner (* 1944), deutsche Schauspielerin
- Dietrich Körner (1929–2001), deutscher Schauspieler

### E
- Edmund Körner (Maler) (1873–ca. 1930), deutscher Maler
- Edmund Körner (1874–1940), deutscher Architekt
- Eduard Koerner (1863–1933), tschechischer Politiker und Jurist
- Egon Körner (1908–1986), deutscher Architekt
- Emil Körner (1846–1920), deutscher Militärberater, chilenischer General
- Emma Körner (1788–1815), deutsche Malerin
- Erich Körner (1866–1951), deutscher Maler
- Erika Körner (1902–1979), deutsch-österreichische Schauspielerin und Sängerin
- Ernst Koerner (1846–1927), deutscher Maler
- Ernst von Koerner (1880–1968), deutscher Offizier, Militärhistoriker und Museumsleiter
- Ernst Körner (Aufnahmeleiter) (eigentlich Arthur Blembel; 1883–1950), deutscher Stummfilm- und Theaterschauspieler, Bühnenleiter und Film-Aufnahmeleiter
- Ernst Körner (Politiker) (1899–1952), deutscher Politiker (SPD) und Oberbürgermeister von Ansbach
- Ewald Körner (1926–2010), deutsch-schweizerischer Klarinettist und Dirigent

### F
- Fabian Körner (* 1968), deutscher Synchronsprecher, Hörspielsprecher, Moderator und Schauspieler
- Felix Körner (* 1963), deutscher jesuitischer Theologe und Islamwissenschaftler
- Ferdinand Körner (1805–1884), deutscher evangelisch-lutherischer Pfarrer und Autor
- Franz Körner (1838–1911), deutscher Grundbesitzer
- Friedrich Körner (Mechaniker) (Johann Christian Friedrich Körner; 1778–1847), deutscher Mechaniker und Instrumentenbauer
- Friedrich Körner (Schriftsteller) (1814–1888), deutscher Schriftsteller, Pädagoge und Redakteur
- Friedrich Körner (General) (1921–1998), deutscher General
- Friedrich Körner (Musikwissenschaftler) (1931–2021), österreichischer Musiker und Musikwissenschaftler
- Fritz Körner (Dichter) (eigentlich Friedrich Leberecht Körner; 1873–1930), deutscher Kaufmann und Mundartdichter
- Fritz Körner (Glaskünstler) (1888–1955), deutscher Maler und Glasgestalter
- Fritz Koerner (Geograph) (1893–1959), deutscher Pädagoge, Hochschullehrer und Geograph
- Fritz Körner (Journalist) (?–1969), deutscher Sportjournalist

### G
- Georg Körner (Bergmeister) († vor 1582), böhmischer Bergmeister
- Georg Körner (Pfarrer) (1717–1772), deutscher Pfarrer und Slawist
- Georg Körner (Politiker) (1907–2002), deutscher Politiker (NSDAP, GB/BHE, FDP, FVP, DP)
- Gerhard Körner (Prähistoriker) (1913–1984), deutscher Prähistoriker und Museumsdirektor
- Gerhard Körner (* 1941), deutscher Fußballspieler
- Gero Körner (* 1976), deutscher Jazz- und Fusionmusiker
- Gottfried Körner (1927–2015), deutscher Maler und Grafiker
- Gotthilf Wilhelm Körner (1809–1865), deutscher Organist und Verleger
- Gustav Körner (1809–1896), deutschamerikanischer Jurist, Richter, General, Diplomat und Staatsmann
- Gustav Körner (Schauspieler), österreichischer Schauspieler

### H
- Hans Körner (Zahnmediziner) (1862–1929), deutscher Zahnmediziner
- Hans Körner (Kunsthistoriker) (* 1951), deutscher Kunsthistoriker und Hochschullehrer
- Hans-Albrecht Körner (1926–1990), deutscher Politiker (CDU)
- Hans-Joachim Körner (1934–2003), deutscher Physiker
- Hans-Michael Körner (* 1947), deutscher Historiker
- Hans-Peter Körner (* 1943), deutscher Schauspieler und Kabarettist
- Harald Hans Körner (* 1944), deutscher Jurist
- Heiko Körner (1932–2017), deutscher Wirtschaftswissenschaftler
- Heinrich Körner (Geograph) (1755–1822), Schweizer Geograph und Lehrer
- Heinrich Körner (Gewerkschafter) (1892–1945), deutscher Gewerkschafter und Widerstandskämpfer
- Heinrich Körner (Fußballspieler) (1893–1961), österreichischer Fußballspieler und Fußballtrainer
- Heinrich Körner (Medailleur) (1908–1993), deutscher Bildhauer und Medailleur
- Heinz Körner (Zeichner) (* 1940), deutscher Grafik-Designer und Zeichner
- Heinz Körner (Autor) (* 1944), deutscher Heimatkundler
- Heinz Körner (Schriftsteller) (1947–2024), deutscher Schriftsteller
- Hellmut Körner (1904–1966), deutscher Politiker (NSDAP)
- Hellmut Körner (Staatssekretär) (* 1944), deutscher Politiker und Politischer Beamter
- Helmut Körner (Geologe) (1926–2010), deutscher Ingenieur und Geologe
- Henry Koerner (* 1915 als Heinrich Sieghart Körner; † 1991), in Österreich geborener amerikanischer Maler und Grafikdesigner
- Herbert Körner (1902–1966), deutscher Kameramann
- Hermann Körner (1907–1977), deutscher Kommunalpolitiker
- Hermine Körner (1878–1960), deutsche Schauspielerin und Regisseurin
- Hilda Körner (1920–1995), deutsche Grafikerin und Malerin
- Hildegard Körner (* 1959), deutsche Leichtathletin
- Horst Körner (Politiker) (* 1935), deutscher Politiker (CDU)
- Horst Körner (Maueropfer) (1947–1968), deutsches Todesopfer an der Berliner Mauer

### I
- Ignaz Hermann Körner (1878–1944), österreichischer Sportfunktionär
- Ingeborg Körner (* 1929), deutsche Schauspielerin
- Ingrid Körner (Pädagogin) (* 1946), deutsche Pädagogin und Senatskoordinatorin
- Ingrid Körner (Politikerin), deutsche Gewerkschafterin und Politikerin, MdV
- Isabelle Körner (* 1975), deutsche Journalistin und Moderatorin

### J
- Jacob Körner (* 1995), deutscher Nachwuchsschauspieler
- Jakub Körner (* 1979), deutsch-tschechischer Eishockeyspieler
- János Körner (* 1946), ungarischer Mathematiker
- Joachim Körner (Politiker, 1925) (1925–2012), deutscher Jurist, Politiker (SPD) und Verwaltungsbeamter
- Joachim Körner (Politiker, 1945) (* 1945), deutscher Mathematiker, Mediziner und Politiker (AfD)
- Johann Gottfried Körner (1726–1785), deutscher evangelischer Theologe
- Johannes Körner (1870–1931), deutscher Architekt und Denkmalpfleger
- John Koerner (1938–2024), US-amerikanischer Sänger, Gitarrist und Songwriter
- Josef Körner (1888–1950), deutscher Philologe
- Joseph Koerner (* 1958), US-amerikanischer Kunsthistoriker, Autor und Filmemacher
- Julius Körner (Übersetzer) (1793–1873), deutscher Shakespeare-Übersetzer und -Herausgeber
- Julius Körner (Ruderer) (1870–1954), deutscher Ruderer
- Jürgen Körner (Psychologe) (* 1943), deutscher Psychoanalytiker
- Jürgen Körner (Physiker) (1939–2021), deutscher Physiker und Hochschullehrer
- Jürgen Körner (Fußballspieler) (* 1953), deutscher Fußballspieler

### K
- Karl Körner (Politiker) (1832–1914), deutscher Landwirt, Beamter und Politiker
- Karl Körner (Architekt) (1838–1907), deutscher Architekt und Hochschullehrer
- Karl-Hermann Körner (1941–1992), deutscher Romanist
- Klaus Körner (Grenzopfer) (1939–1962), deutsches Todesopfer an der innerdeutschen Grenze
- Klaus Körner (Autor, 1939) (* 1939), deutscher Autor
- Klaus Körner (Autor, 1946) (1946–2023), deutscher Schriftsteller und Politiker (Die Linke), MdL Brandenburg
- Klaus-Michael Körner (1952–2022), deutscher Politiker (SPD)
- Konrad Körner (Sprachwissenschaftler) (1939–2022), deutscher Sprachwissenschaftler
- Konrad Körner (Musiker) (* 1941), deutscher Jazz-Musiker, Saxophonist und Klarinettist
- Konrad Körner (Bildhauer) (* 1969), deutscher bildender Künstler
- Konrad Körner (Politiker) (* 1992), deutscher Rechtsanwalt und Politiker
- Kurt Körner (1912–1945 vermisst), deutscher Skispringer

### L
- Lara Joy Körner (* 1978), deutsche Schauspielerin
- Leon Körner (1892–1972), kanadischer Unternehmer
- Lothar Körner (1883–1961), deutscher Schauspieler
- Ludwig Körner (1890–1968), deutscher Schauspieler und Genossenschaftsfunktionär

### M
- Margarethe Otto-Körner (1868–1937), deutsche Theater- und Stummfilmschauspielerin
- Marita Körner (* 1957), deutsche Juristin
- Martin Körner (Nordischer Kombinierer) (* 1935), deutscher Nordischer Kombinierer
- Martin Körner (Historiker) (1936–2002), Schweizer Historiker
- Martin Körner (Kirchenmusiker) (1757–1825), deutscher Kirchenmusiker
- Martin Körner (Wissenschaftler) (bl. 2013), deutscher Forscher, Konstanz
- Matthias Körner (Autor) (* 1954), deutscher Schriftsteller, Feature- und Hörspielautor
- Matthias Körner (Maler) (* 1954), deutscher Maler und Grafiker
- Matthias Körner (Leichtathlet) (* 1968), deutscher Marathonläufer
- Matthias Körner (Politiker) (* 1969), deutscher Politiker (SPD), MdL Hessen

- Max Körner (1887–1963), deutscher Maler und Grafiker
- Maximilian Körner (1805–1875), deutscher Jurist und Politiker der Freien Stadt Frankfurt
- Michael Körner (SS-Mitglied) (1914–1948), deutscher SS-Obersturmführer
- Michael Körner (Kommentator) (* 1968), deutscher Kommentator und Sportjournalist
- Minna Körner (1762–1843), deutsche Malerin und Schriftstellerin, Frau von Christian Gottfried Körner
- Moritz Körner (* 1990), deutscher Politiker (FDP), MdL

### O
- Olga Körner (1887–1969), deutsche Politikerin (SED)
- Oskar Körner (1875–1923), deutscher Kaufmann und Politiker (NSDAP)
- Ostara Körner (1926–2011), deutsche Schauspielerin
- Otto Körner (1858–1935), deutscher HNO-Arzt, erster deutscher Ordinarius für HNO-Heilkunde

### P
- Paul von Koerner (1849–1930), deutscher Ministerialbeamter und Diplomat
- Paul Körner (Politiker) (1893–1957), deutscher SS-Obergruppenführer und Politiker (NSDAP), MdR
- Paul Körner-Schrader (eigentlich Karl Schrader; 1900–1962), deutscher Schriftsteller
- Paul Samson-Körner (1887–1942), deutscher Boxer
- Paulina Körner (* 1996), deutsche Basketballspielerin
- Peter Körner (Politikwissenschaftler) (* 1952), deutscher Politikwissenschaftler
- Peter Körner (Betriebswirt) (* 1964), deutscher Betriebswirt, Unternehmensberater und Hochschullehrer
- Peter René Körner (1921–1989), deutscher Schauspieler

### R
- Ralf Richard Koerner (1929–2023), Chefredakteur der Münsterschen Zeitung von 1970 bis 1994
- Rebecca Koerner (* 2000), dänische Radrennfahrerin
- Reinhard Koerner (1926–1987), deutscher Epigraphiker
- Reinhard Körner (* 1951), deutscher Karmelitenpater, Autor spiritueller Bücher, Referent zu spirituellen Themen, geistlicher Berater und Exerzitienleiter
- Reinhold Körner (1803–1873), österreichischer Kaufmann und Politiker, Bürgermeister von Linz
- Richard Körner (1874–1915), österreichischer Oberstleutnant
- Robert Körner (1924–1989), österreichischer Fußballspieler und -trainer
- Robert M. Koerner (1933–2019), US-amerikanischer Geotechniker
- Roland Körner (* 1972), deutscher Politiker (FAMILIE)
- Rudolf Körner (1892–1978), deutscher Turner
- Ruth Körner (1908–1995), österreichische Autorin

### S
- Siegfried Körner (Linguist) (* 1933), deutscher Linguist
- Siegfried Körner (Botschafter) (* 1937), deutscher Botschafter
- Siegfried Körner (Historiker) (* 1937), deutscher Regionalhistoriker
- Stefan Körner (Landschaftsplaner) (* 1962), deutscher Landschaftsplaner und Hochschullehrer
- Stefan Körner (Politiker, 1968) (* 1968), deutscher Politiker (Piratenpartei)
- Stefan Körner (Politiker, 1977) (* 1977), deutscher Politiker (Bündnis 90/Die Grünen)
- Stefan Körner (Kunsthistoriker) (* 1978), deutsch-österreichischer Kunsthistoriker
- Stephan Körner (Philosoph) (1913–2000), britischer Philosoph
- Stephan Körner (Richter) (* 1964), deutscher Richter
- Sven Körner (* 1992), Schweizer Unihockeyspieler

### T
- Theo Körner (Völkerkundler) (1910–?), deutscher Völkerkundler
- Theo Körner (* 1932), deutscher Rudertrainer, siehe Theodor Körner (Rudertrainer)
- Theo Körner (Journalist) (* um 1960), deutscher Journalist
- Theo Maier-Körner (1918–2003), deutscher Schauspieler
- Theodor Körner (Schriftsteller) (1791–1813), deutscher Schriftsteller
- Theodor Körner (Politiker, 1810) (1810–1891), deutscher Politiker, Oberbürgermeister von Thorn
- Theodor Körner (Schauspieler), deutscher Schauspieler
- Theodor Körner (Bundespräsident) (1873–1957), österreichischer General und Politiker (SPÖ)
- Theodor Körner (Pädagoge) (1880–1944), deutscher Schulreformer und Verbandsfunktionär
- Theodor Körner (Rudertrainer) (1932–2016), deutscher Rudertrainer
- Theodor Körner (Politiker, 1941) (1941–2018), deutscher Verwaltungsjurist, Politiker (CSU) und Landrat
- Theodor Christian Körner (1863–1933), deutscher Politiker (BDL)
- Therese Körner (1901–1994), deutsche Politikerin (CDU)
- Thomas Körner (Schriftsteller) (* 1942), deutscher Schriftsteller
- Thomas Körner (Cartoonist) (* 1960), deutscher Cartoonist
- Thomas William Körner (* 1946), britischer Mathematiker
- Toks Körner (* 1974), deutscher Schauspieler und Autor
- Torsten Körner (* 1965), deutscher Fernsehkritiker, Journalist und Schriftsteller

### U
- Ulrich Körner (* 1962), deutsch-schweizerischer Manager
- Uwe Körner (* 1965), deutscher Volleyball- und Beachvolleyballspieler

### V
- Vladimír Körner (* 1939), tschechischer Drehbuchautor, Dramaturg und Schriftsteller

### W
- Walter C. Koerner (1898–1995), kanadischer Unternehmer und Kunstsammler
- Walther Körner (1892–1980), deutscher Organist, Komponist und Kirchenmusikdirektor
- Wilhelm Körner (1839–1925), deutscher Chemiker
- Willy Körner (1910–1980), deutscher Verwaltungsbeamter
- Wolfgang Körner (1937–2019), deutscher Schriftsteller
- Wolfgang Körner (Fußballspieler) (1953–2024), deutscher Fußballspieler
- Wolfgang Hermann Körner (1941–2021), deutscher Schriftsteller
- Wolfram Körner (Mediziner) (1920–2019), deutscher Chirurg und Kunstsammler
- Wolfram Felix Körner (1920–1998), deutscher Autor, Verleger und Funkamateur